# 刘一志
刘一志（1972年5月19日—），男，中国电视剧导演、摄影师。代表作有《国家宝藏之觐天宝匣》、《白蛇后传》、《夜空中最闪亮的星》、《谈判官》、《热血同行》、《心跳源计划》等。